# Clipeologia

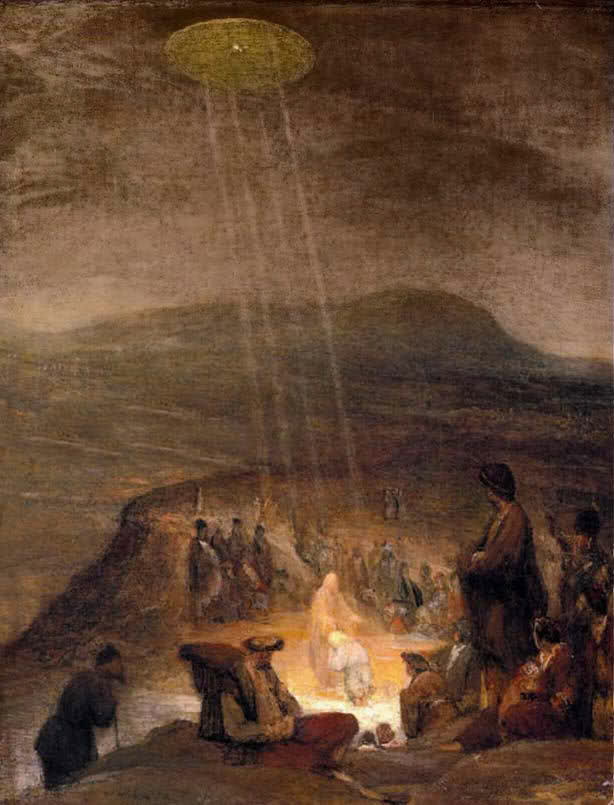
Aert de Gelder, Battesimo di Cristo, uno dei dipinti più citati dagli ufologi secondo la cui interpretazione "clipeologica", si vede nella cosiddetta "gloria" (simbolo artistico), un oggetto tecnologico volante discoidale sovrastante la scena.

La clipeologia o paleoufologia è la branca dell'ufologia che si occupa dei presunti contatti con oggetti volanti non identificati che sarebbero avvenuti nel passato, anche remoto, dell'umanità. Al pari dell'ufologia, la clipeologia è una pseudoscienza e le sue affermazioni non hanno valore scientifico.

## Origine
Nel suo libro del 1953 intitolato Flying Saucers, l'astronomo e scettico Donald Menzel riportò uno strano fenomeno raccontato da Plinio il Vecchio e lo spiegò come un fenomeno naturale; in seguito a ciò, alcuni studiosi e appassionati di UFO hanno cominciato a ricercare nei testi di autori antichi i racconti di strane apparizioni nei cieli, compilando liste di tali fenomeni e ritenendoli simili, spesso acriticamente, ai moderni UFO.
Il termine clipeologia fu coniato nel 1959 dall'italiano Umberto Corazzi, che lo fece derivare dalla parola "clypeus", nome dello scudo dei legionari dell'Antica Roma, in riferimento ai racconti di apparizioni di "clypei ardentes" (scudi di fuoco) riferiti da vari autori latini. In Italia le idee inerenti alla clipeologia vennero diffuse dalla rivista Clypeus, fondata a Torino nel 1964 dal giornalista Gianni Settimo, mentre al di fuori dell'Italia il termine clipeologia non ebbe fortuna e si preferì quello di paleoufologia.
Tra i principali sostenitori di queste teorie vi sono gli italiani Gianni Settimo, Solas Boncompagni, Pietro Panetta e Paolo Navone, il francese Robert Charroux e i britannici W. Raymond Drake, Desmond Leslie e Harold T. Wilkins.

## Campo di interesse
La clipeologia afferma che il fenomeno dei presunti avvistamenti di UFO non sarebbe esclusivo dell'epoca contemporanea, ma che oggetti sconosciuti sarebbero stati testimoniati in cielo anche in passato, e che tali testimonianze sarebbero assimilabili a quelle contemporanee. Oggetto di interesse dei clipeologi sono le opere letterarie e artistiche del passato come testi sacri, cronache, diari di viaggio, libri di bordo, dipinti, ecc., nell'ambito dei quali affermano di identificare presunte testimonianze di avvistamenti di oggetti inusuali.
La clipeologia si differenzia dall'archeologia spaziale, corrente dell'archeologia misteriosa, perché quest'ultima è orientata a ricercare le tracce della presunta presenza di visitatori extraterrestri in epoca preistorica e protostorica nei reperti archeologici; le due discipline vengono tuttavia ritenute complementari. Si differenzia inoltre dalla teoria degli antichi astronauti perché quest'ultima non si limita a supporre che siano avvenuti avvistamenti di UFO nei secoli passati, ma ritiene che alcuni popoli antichi abbiano avuto contatti con visitatori extraterrestri e che questi abbiano influenzato lo sviluppo della civiltà umana.
Il limite temporale della clipeologia non è chiaramente definito: secondo alcuni autori, dovrebbe terminare nel giugno del 1947, data in cui è iniziata l'ufologia a seguito dell'avvistamento di Kenneth Arnold; secondo altri autori dovrebbe invece terminare con la prima guerra mondiale, periodo in cui l'aereo cominciò a diffondersi, mentre secondo altri dovrebbe terminare quando cominciano a essere diffuse le fonti giornalistiche, cioè nell'Ottocento.

## Riferimenti in letteratura
Secondo i sostenitori delle teorie clipeologiche, nella letteratura antica vi sarebbero numerose segnalazioni di oggetti volanti che si muovevano nel cielo. Spesso tali fenomeni sono stati attribuiti a divinità o entità soprannaturali, ma in altri casi, come nelle cronache o in altri testi storici, gli autori avrebbero cercato di descrivere ciò che vedevano senza confonderlo con immagini mitiche o religiose.
Diodoro Siculo ha raccontato che nell'Antica Grecia il condottiero Timoleone avvistò una torcia volante durante un viaggio in mare tra la Grecia e la Sicilia.
Nell'Antica Roma, autori come Plinio il Vecchio, Tito Livio e Giulio Ossequente hanno raccontato l'apparizione nel cielo di torce, fiaccole e scudi ardenti e riferito anche l'apparizione di due soli o due lune, mentre Seneca nelle Naturales quaestiones ha riferito dell'apparizione di travi luminose; Cicerone, nel De divinatione, ha riferito anche di un'apparizione del Sole di notte.
Anche nelle cronache del Medioevo si trovano riferimenti a scudi ardenti, come quelli comparsi in cielo a Sigiburg nel 776 e descritti negli Annales Laurissenses, all'epoca di Carlo Magno, ma anche a croci luminose, come quella comparsa a Firenze nel 1301 e descritta dallo storico Dino Compagni nella Cronica delle cose occorrenti ne' tempi suoi.
Nel Rinascimento vi sono riferimenti a travi volanti infuocate, come quella segnalata da Leone Cobelli nel 1487 a Forlì e quella segnalata da Benvenuto Cellini vicino a Firenze intorno al 1550. Nel 1487 Giacomo Trotti scrisse da Milano che apparve "una balla [palla] de focho assai grossa in aere a Cassino, la quale vien in castello per lo barcho [parco] adirectura a la torre del castello sopra la camera dove se fece la dieta [riunione], et lì la despare [scompare]". Nel 1496 Bernardino Corio scrive che "di notte sopra il castello [di Milano] apparvero grandissimi fuochi" a preannunciare la morte della duchessa Beatrice d'Este. Quest'ultima apparizione è stata messa in relazione da alcuni storici con quella avvenuta esattamente nei medesimi giorni sul cielo di Parma, come raccontato da Ludovico Cavitelli nei suoi annali: una "fax ignea" cioè una fiaccola (un bagliore di fuoco), con tre stelle nella parte inferiore e altrettante nella superiore, del colore del prassino, con orribili facce d'uomini, apparve in cielo e fu udita muggire; contemporaneamente i campi erano corrosi dai bruchi. Dello stesso avvenimento parla Elia Cavriolo nella sua Storia di Brescia, sebbene riferendolo all'anno successivo: "apparve in cielo una falce che sopra di sé aveva tre sanguinose stelle, e sotto tre altre di color verde, ed apparve un'orribil faccia d'uomo che con grandissimo spavento de' riguardanti muggiva in aria. E l'eruche, et altri vermi, non solo nocere all'Herbe, et a sterpi, ma agl'huomini ancora".
Le cronache del Cinquecento hanno tramandato due famosi eventi, il Fenomeno celeste di Norimberga del 1561 e il Fenomeno celeste di Basilea del 1566.
Nel 1680 il cronista Erasmus Francisci nel libro Der Wunder ha riferito di avvistamenti di navi volanti avvenuti nei paesi del Nord Europa sul Mar Baltico nella seconda metà dei Seicento e in un caso avvenuto nel 1665 sarebbe apparso tra le navi un oggetto circolare avente la forma di "un cappello da prete".

## Riferimenti nella pittura italiana ed europea del Medioevo e Rinascimento
Secondo alcuni ufologi, una delle possibili testimonianze del possibile passaggio di UFO in passato sull'Italia verrebbe dall'arte del XIV-XVI secolo. Infatti, secondo i sostenitori di tali teorie, alcuni dipinti sembrerebbero raffigurare corpi volanti le cui caratteristiche ricorderebbero da vicino quelle descritte dai testimoni di presunti avvistamenti o dai cosiddetti contattisti. Gli storici dell'arte forniscono per tali presunti UFO interpretazioni tradizionali.
Tra i principali vanno ricordate: la Madonna con Bambino e San Giovannino esposta nella "Sala di Ercole" di Palazzo Vecchio a Firenze, in cui pare apparire un oggetto somigliante a una nave volante; la Tebaide di Paolo Uccello, per la presenza di un oggetto volante "a cappello da prete"; la Glorificazione dell'eucaristia di Ventura Salimbeni, dove sembra essere rappresentato un globo simile a un moderno satellite; la Natività di Pinturicchio a Spello dove appare un globo luminoso dall'aspetto metallico; la Madonna di Foligno di Raffaello dove compare un grosso corpo luminoso che cade sul tetto di un edificio; l'Annunciazione di Ascoli di Carlo Crivelli; il Battesimo di Cristo di Aert de Gelder.

## Critiche e spiegazioni scientifiche
La clipeologia è una teoria che non ha nessun riscontro scientifico, dunque incontra l'opposizione degli scettici, ma anche tra gli ufologi si ammette che le presunte manifestazioni di UFO nel passato non possono essere provate con certezza. Il linguaggio usato dagli autori antichi è infatti pre-scientifico e le metafore usate nelle descrizioni derivano spesso dal mondo agricolo. A volte inoltre non è chiaro se l'autore stia descrivendo il fenomeno in modo neutrale o lo stia interpretando. Inoltre è stato obiettato che la descrizione dei fenomeni celesti viene effettuata secondo il moderno metodo scientifico a partire dal Settecento. Per tali motivi, le interpretazioni dei clipeologi rimangono incerte e a volte appaiono piuttosto forzate.
Un'interpretazione scientifica di questi eventi descritti dagli autori antichi non è agevole, tuttavia in certi casi, dalla descrizione dei fenomeni e dal reperimento in altre fonti della registrazione di fenomeni naturali coevi sia di natura terrestre (terremoti, eventi meteorologici, ecc.) sia astronomica, è stato possibile ipotizzare spiegazioni scientifiche, come pareli, paraseleni, bolidi, stelle novae, aurore boreali e luci telluriche.

## Riferimenti basati su fonti dubbie
A volte i clipeologi citano le fonti antiche in modo approssimativo, per cui risulta difficile effettuare i riscontri sulle fonti originali. Un esempio di ciò si ha a proposito dell'avvistamento di due scudi volanti da parte dell'esercito di Alessandro Magno nel 329 a.C. o nel 332 a.C.; l'episodio è citato in un libro dell'ufologo Frank Edwards, senza alcun riferimento alle fonti originali. L'ufologo Yannis Deliyannis ha riscontrato che l'episodio non appare né in Plutarco né in Arriano, i maggiori storici antichi di Alessandro, pertanto ha ipotizzato che la fonte sia da ricercarsi in un errore di traduzione di un passo di Quinto Curzio Rufo oppure nell'opera medievale Romanzo di Alessandro, che raccoglie anche episodi leggendari della vita del condottiero macedone.

## Falsificazioni accertate
Alcune fonti storiche riportate da qualche clipeologo sono state successivamente accertate come false. Tra le più note si ricordano le seguenti:
- Papiro Tulli: si tratta di un papiro egiziano scoperto nel 1934 dal professor Alberto Tulli, direttore del Pontificio Museo Egizio del Vaticano, che non potendolo acquistare lo ricopiò e lo fece tradurre; fu scoperto così che il testo parla dell'apparizione di cerchi di fuoco nel cielo dell'Antico Egitto. Negli anni novanta, un esame della traduzione da parte di esperti ha rivelato che si tratta di un falso.
- Avvistamento di Ampleforth: il clipeologo britannico Desmond Leslie ha riportato in un libro la notizia che un antico manoscritto racconta che nel 1290 i monaci dell'Abbazia di Ampleforth o Byland, situata in Inghilterra, videro in cielo un oggetto volante a forma di disco, di colore argenteo. Due studiosi, Christopher Evans e Samuel Rosenberg, hanno scoperto in seguito che si tratta di un falso realizzato da due studenti[5].
- Incidente di Alençon: il clipeologo italiano Alberto Fenoglio ha riportato in un articolo del 1966 che nel 1790 un oggetto volante circolare sarebbe apparso in Francia sopra la città di Alençon e si sarebbe schiantato al suolo, svanendo poi nel nulla, secondo un rapporto di polizia firmato dall'ispettore Liabeuf. Un'indagine condotta dall'ufologa belga Christane Piens[20] ha dimostrato nel 1977 che si tratta di un falso, in quanto negli archivi di polizia francesi non c'è traccia del rapporto ed è stato accertato che non esisteva alcun ispettore che si chiamasse Liabeuf[21].